# Lista de ginastas nos Jogos Olímpicos de Verão de 2024
Esta é uma lista das ginastas que representarão seus respectivos países nos Jogos Olímpicos de Verão de 2024 em Paris, França, de 27 de julho a 10 de agosto de 2024. Ginastas de três modalidades (ginástica artística, ginástica rítmica e trampolim) participarão dos Jogos.

## Ginastas artísticos
|                       | Nome           | País         | Data de nascimento             |
| --------------------- | -------------- | ------------ | ------------------------------ |
| Competidor mais novo  | Ángel Barajas  | COL Colômbia | 12 de agosto de 2006 (17 anos) |
| Competidor mais velho | Vahagn Davtyan | ARM Armênia  | 18 de agosto de 1988 (35 anos) |

### Equipes
| CON                | Nome                | Data de nascimento                | Cidade natal                   | Reservas                                           |
| ------------------ | ------------------- | --------------------------------- | ------------------------------ | -------------------------------------------------- |
| GER Alemanha       | Pascal Brendel      | 15 de setembro de 2003 (20 anos)  | Wehrheim                       | - Milan Hosseini - Glenn Trebing - Alexander Kunz  |
| GER Alemanha       | Lukas Dauser        | 15 de junho de 1993 (31 anos)     | Ebersberg                      | - Milan Hosseini - Glenn Trebing - Alexander Kunz  |
| GER Alemanha       | Nils Dunkel         | 20 de fevereiro de 1997 (27 anos) | Erfurt                         | - Milan Hosseini - Glenn Trebing - Alexander Kunz  |
| GER Alemanha       | Timo Eder           | 11 de junho de 2005 (19 anos)     | Ludwigsburg                    | - Milan Hosseini - Glenn Trebing - Alexander Kunz  |
| GER Alemanha       | Andreas Toba        | 2 de outubro de 1990 (33 anos)    | Hanover                        | - Milan Hosseini - Glenn Trebing - Alexander Kunz  |
| CAN Canadá         | Zachary Clay        | 5 de julho de 1995 (29 anos)      | Chilliwack, Colúmbia Britânica | - Ioannis Chronopoulos                             |
| CAN Canadá         | René Cournoyer      | 23 de abril de 1997 (27 anos)     | Repentigny, Quebec             | - Ioannis Chronopoulos                             |
| CAN Canadá         | Félix Dolci         | 5 de maio de 2002 (22 anos)       | Saint-Eustache, Quebec         | - Ioannis Chronopoulos                             |
| CAN Canadá         | William Émard       | 17 de março de 2000 (24 anos)     | Laval, Quebec                  | - Ioannis Chronopoulos                             |
| CAN Canadá         | Samuel Zakutney     | 6 de outubro de 1998 (25 anos)    | Ottawa, Ontário                | - Ioannis Chronopoulos                             |
| CHN China          | Liu Yang            | 10 de setembro de 1994 (29 anos)  | Anshan                         | - Lan Xingyu - Shi Cong - Su Weide - You Hao       |
| CHN China          | Sun Wei             | 12 de agosto de 1995 (28 anos)    | Jiangsu                        | - Lan Xingyu - Shi Cong - Su Weide - You Hao       |
| CHN China          | Xiao Ruoteng        | 30 de janeiro de 1996 (28 anos)   | Beijing                        | - Lan Xingyu - Shi Cong - Su Weide - You Hao       |
| CHN China          | Zhang Boheng        | 4 de março de 2000 (24 anos)      | Hunan                          | - Lan Xingyu - Shi Cong - Su Weide - You Hao       |
| CHN China          | Zou Jingyuan        | 3 de janeiro de 1998 (26 anos)    | Yibin                          | - Lan Xingyu - Shi Cong - Su Weide - You Hao       |
| ESP Espanha        | Néstor Abad         | 29 de março de 1993 (31 anos)     | Madrid                         |                                                    |
| ESP Espanha        | Thierno Diallo      | 22 de novembro de 2000 (23 anos)  | Manresa                        |                                                    |
| ESP Espanha        | Nicolau Mir         | 10 de maio de 2000 (24 anos)      | Palma de Mallorca              |                                                    |
| ESP Espanha        | Joel Plata          | 20 de março de 1998 (26 anos)     | Barcelona                      |                                                    |
| ESP Espanha        | Rayderley Zapata    | 26 de maio de 1993 (31 anos)      | Las Palmas                     |                                                    |
| USA Estados Unidos | Asher Hong          | 23 de março de 2004 (20 anos)     | Tomball, Texas                 | - Shane Wiskus - Khoi Young                        |
| USA Estados Unidos | Paul Juda           | 7 de julho de 2001 (23 anos)      | Deerfield, Illinois            | - Shane Wiskus - Khoi Young                        |
| USA Estados Unidos | Brody Malone        | 7 de janeiro de 2000 (24 anos)    | Summerville, Georgia           | - Shane Wiskus - Khoi Young                        |
| USA Estados Unidos | Stephen Nedoroscik  | 28 de outubro de 1998 (25 anos)   | Worcester, Massachusetts       | - Shane Wiskus - Khoi Young                        |
| USA Estados Unidos | Fred Richard        | 23 de abril de 2004 (20 anos)     | Stoughton, Massachusetts       | - Shane Wiskus - Khoi Young                        |
| GBR Grã-Bretanha   | Joe Fraser          | 6 de dezembro de 1998 (25 anos)   | Birmingham                     | - James Hall - Courtney Tulloch                    |
| GBR Grã-Bretanha   | Harry Hepworth      | 6 de dezembro de 2003 (20 anos)   | Leeds                          | - James Hall - Courtney Tulloch                    |
| GBR Grã-Bretanha   | Jake Jarman         | 3 de dezembro de 2001 (22 anos)   | Peterborough                   | - James Hall - Courtney Tulloch                    |
| GBR Grã-Bretanha   | Luke Whitehouse     | 2 de julho de 2002 (22 anos)      | Halifax                        | - James Hall - Courtney Tulloch                    |
| GBR Grã-Bretanha   | Max Whitlock        | 13 de janeiro de 1993 (31 anos)   | Hemel Hempstead                | - James Hall - Courtney Tulloch                    |
| ITA Itália         | Yumin Abbadini      | 6 de maio de 2001 (23 anos)       | Bergamo                        |                                                    |
| ITA Itália         | Nicola Bartolini    | 2 de fevereiro de 1996 (28 anos)  | Milão                          |                                                    |
| ITA Itália         | Lorenzo Minh Casali | 12 de setembro de 2002 (21 anos)  | Offagna                        |                                                    |
| ITA Itália         | Mario Macchiati     | 27 de novembro de 1999 (24 anos)  | Fermo                          |                                                    |
| ITA Itália         | Carlo Macchini      | 5 de maio de 1996 (28 anos)       | Ancona                         |                                                    |
| JPN Japão          | Daiki Hashimoto     | 7 de agosto de 2001 (22 anos)     | Chiba                          |                                                    |
| JPN Japão          | Kazuma Kaya         | 19 de novembro de 1996 (27 anos)  | Funabashi                      |                                                    |
| JPN Japão          | Shinnosuke Oka      | 31 de outubro de 2003 (20 anos)   | Okayama                        |                                                    |
| JPN Japão          | Takaaki Sugino      | 18 de outubro de 1998 (25 anos)   | Mie                            |                                                    |
| JPN Japão          | Wataru Tanigawa     | 23 de julho de 1996 (28 anos)     | Funabashi                      |                                                    |
| NED Países Baixos  | Loran de Munck      | 9 de maio de 1999 (25 anos)       | Haarlem                        | - Amine Abaidi - Rick Jacobs - Yazz Ramsahai       |
| NED Países Baixos  | Martijn de Veer     | 21 de novembro de 2002 (21 anos)  | Rotterdam                      | - Amine Abaidi - Rick Jacobs - Yazz Ramsahai       |
| NED Países Baixos  | Jermain Grünberg    | 2 de setembro de 2000 (23 anos)   | Tilburg                        | - Amine Abaidi - Rick Jacobs - Yazz Ramsahai       |
| NED Países Baixos  | Frank Rijken        | 24 de novembro de 1996 (27 anos)  | Westvoorne                     | - Amine Abaidi - Rick Jacobs - Yazz Ramsahai       |
| NED Países Baixos  | Casimir Schmidt     | 31 de outubro de 1995 (28 anos)   | Hoofddorp                      | - Amine Abaidi - Rick Jacobs - Yazz Ramsahai       |
| SUI Suíça          | Luca Giubellini     | 1 de abril de 2003 (21 anos)      | Rebstein                       | - Christian Baumann - Andrin Frey - Moreno Kratter |
| SUI Suíça          | Matteo Giubellini   | 7 de novembro de 2004 (19 anos)   | Rebstein                       | - Christian Baumann - Andrin Frey - Moreno Kratter |
| SUI Suíça          | Florian Langenegger | 26 de março de 2003 (21 anos)     | Bühler                         | - Christian Baumann - Andrin Frey - Moreno Kratter |
| SUI Suíça          | Noe Seifert         | 29 de outubro de 1998 (25 anos)   | Sevelen                        | - Christian Baumann - Andrin Frey - Moreno Kratter |
| SUI Suíça          | Taha Serhani        | 25 de março de 1995 (29 anos)     | Huttwil                        | - Christian Baumann - Andrin Frey - Moreno Kratter |
| TUR Turquia        | Ferhat Arıcan       | 28 de julho de 1993 (30 anos)     | İzmir                          |                                                    |
| TUR Turquia        | Adem Asil           | 21 de fevereiro de 1999 (25 anos) | Alexandria, Egito              |                                                    |
| TUR Turquia        | İbrahim Çolak       | 7 de janeiro de 1995 (29 anos)    | İzmir                          |                                                    |
| TUR Turquia        | Emre Dodanlı        | 24 de outubro de 2002 (21 anos)   | Milton, Canadá                 |                                                    |
| TUR Turquia        | Ahmet Önder         | 11 de julho de 1996 (28 anos)     | Istambul                       |                                                    |
| UKR Ucrânia        | Nazar Chepurnyi     | 3 de setembro de 2002 (21 anos)   | Cherkasy                       |                                                    |
| UKR Ucrânia        | Illia Kovtun        | 10 de agosto de 2003 (20 anos)    | Cherkasy                       |                                                    |
| UKR Ucrânia        | Igor Radivilov      | 19 de outubro de 1992 (31 anos)   | Mariupol                       |                                                    |
| UKR Ucrânia        | Radomyr Stelmakh    | 18 de agosto de 2005 (18 anos)    | Zaporizhzhia                   |                                                    |
| UKR Ucrânia        | Oleg Verniaiev      | 29 de setembro de 1993 (30 anos)  | Donetsk                        |                                                    |

### Individual
| CON                      | Nome                   | Data de nascimento                | Cidade natal        |
| ------------------------ | ---------------------- | --------------------------------- | ------------------- |
| ARM Armênia              | Artur Davtyan          | 8 de agosto de 1992 (31 anos)     | Yerevan             |
| ARM Armênia              | Vahagn Davtyan         | 18 de agosto de 1988 (35 anos)    | Yerevan             |
| AUS Austrália            | Jesse Moore            | 13 de fevereiro de 2003 (21 anos) | Ashford             |
| BEL Bélgica              | Glen Cuyle             | 25 de julho de 2002 (22 anos)     | Izegem              |
| BEL Bélgica              | Noah Kuavita           | 28 de julho de 1999 (24 anos)     | Borgerhout          |
| BEL Bélgica              | Luka van den Keybus    | 14 de abril de 1997 (27 anos)     | Lokeren             |
| BRA Brasil               | Arthur Mariano         | 18 de setembro de 1993 (30 anos)  | Campinas            |
| BRA Brasil               | Diogo Soares           | 12 de abril de 2002 (22 anos)     | Piracicaba          |
| BUL Bulgária             | Kevin Penev            | 30 de março de 2000 (24 anos)     | Penfield, EUA       |
| KAZ Cazaquistão          | Milad Karimi           | 21 de junho de 1999 (25 anos)     | Almaty              |
| KAZ Cazaquistão          | Nariman Kurbanov       | 6 de dezembro de 1997 (26 anos)   | Almaty              |
| CYP Chipre               | Marios Georgiou        | 10 de novembro de 1997 (26 anos)  | Limassol            |
| COL Colômbia             | Ángel Barajas          | 12 de agosto de 2006 (17 anos)    | Cúcuta              |
| KOR Coreia do Sul        | Hur Woong              | 18 de dezembro de 1999 (24 anos)  | Seul                |
| KOR Coreia do Sul        | Lee Jun-ho             | 22 de outubro de 1995 (28 anos)   | Seul                |
| KOR Coreia do Sul        | Ryu Sung-hyun          | 22 de outubro de 2002 (21 anos)   | Seul                |
| CRO Croácia              | Aurel Benović          | 14 de julho de 2000 (24 anos)     | Osijek              |
| CRO Croácia              | Tin Srbić              | 11 de setembro de 1996 (27 anos)  | Zagreb              |
| EGY Egito                | Omar Mohamed           | 10 de fevereiro de 1999 (25 anos) | Alexandria          |
| PHI Filipinas            | Carlos Yulo            | 16 de fevereiro de 2000 (24 anos) | Malate              |
| FRA França               | Samir Aït Saïd         | 1 de novembro de 1989 (34 anos)   | Champigny-sur-Marne |
| GRE Grécia               | Eleftherios Petrounias | 30 de novembro de 1990 (33 anos)  | Atenas              |
| HKG Hong Kong            | Shek Wai-hung          | 10 de outubro de 1991 (32 anos)   | Hong Kong           |
| HUN Hungria              | Krisztofer Mészáros    | 5 de setembro de 2001 (22 anos)   | Győr                |
| IRI Irã                  | Mahdi Olfati           | 6 de março de 2001 (23 anos)      | Gorgan              |
| IRL Irlanda              | Rhys McClenaghan       | 21 de julho de 1999 (25 anos)     | Newtownards, UK     |
| ISR Israel               | Artem Dolgopyat        | 16 de junho de 1997 (27 anos)     | Dnipro, Ucrânia     |
| JOR Jordânia             | Ahmad Abu Al-Soud      | 7 de maio de 1995 (29 anos)       | Amman               |
| LTU Lituânia             | Robert Tvorogal        | 5 de outubro de 1994 (29 anos)    | Vilnius             |
| DOM República Dominicana | Audrys Nin Reyes       | 2 de janeiro de 1995 (29 anos)    | Barahona            |
| ROU Romênia              | Andrei Muntean         | 30 de janeiro de 1993 (31 anos)   | Sibiu               |
| SYR Síria                | Lais Najjar            | 8 de outubro de 2002 (21 anos)    | Chicago, EUA        |
| TPE Taipé Chinês         | Tang Chia-hung         | 23 de setembro de 1996 (27 anos)  | Taipei              |
| UZB Uzbequistão          | Rasuljon Abdurakhimov  | 3 de outubro de 1996 (27 anos)    | Fergana             |
| UZB Uzbequistão          | Abdulla Azimov         | 20 de março de 1996 (28 anos)     | Tashkent            |
| UZB Uzbequistão          | Khabibullo Ergashev    | 6 de maio de 1999 (25 anos)       | Fergana             |

## Ginastas artísticas
|                        | Nome         | País               | Data de nascimento           |
| ---------------------- | ------------ | ------------------ | ---------------------------- |
| Competidora mais nova  | Hezly Rivera | USA Estados Unidos | 4 de junho de 2008 (16 anos) |
| Competidora mais velha | Jade Barbosa | BRA Brasil         | 1 de julho de 1991 (33 anos) |

### Equipes
| CON                | Nome                        | Data de nascimento                | Cidade natal               | Reservas                                        |
| ------------------ | --------------------------- | --------------------------------- | -------------------------- | ----------------------------------------------- |
| AUS Austrália      | Kate McDonald               | 1 de agosto de 2000 (23 anos)     | Balwyn                     | - Kate Sayer - Annabelle Burrows                |
| AUS Austrália      | Emma Nedov                  | 11 de março de 1996 (28 anos)     | Sydney                     | - Kate Sayer - Annabelle Burrows                |
| AUS Austrália      | Ruby Pass                   | 17 de maio de 2007 (17 anos)      | Figtree                    | - Kate Sayer - Annabelle Burrows                |
| AUS Austrália      | Breanna Scott               | 12 de dezembro de 2001 (22 anos)  | Sydney                     | - Kate Sayer - Annabelle Burrows                |
| AUS Austrália      | Emily Whitehead             | 11 de dezembro de 2000 (23 anos)  | Mornington                 | - Kate Sayer - Annabelle Burrows                |
| BRA Brasil         | Rebeca Andrade              | 8 de maio de 1999 (25 anos)       | Guarulhos                  | - Andreza Lima - Carolyne Pedro                 |
| BRA Brasil         | Jade Barbosa                | 1 de julho de 1991 (33 anos)      | Rio de Janeiro             | - Andreza Lima - Carolyne Pedro                 |
| BRA Brasil         | Lorrane Oliveira            | 13 de abril de 1998 (26 anos)     | Rio de Janeiro             | - Andreza Lima - Carolyne Pedro                 |
| BRA Brasil         | Flávia Saraiva              | 30 de setembro de 1999 (24 anos)  | Rio de Janeiro             | - Andreza Lima - Carolyne Pedro                 |
| BRA Brasil         | Júlia Soares                | 24 de agosto de 2005 (18 anos)    | Colombo                    | - Andreza Lima - Carolyne Pedro                 |
| CAN Canadá         | Ellie Black                 | 8 de setembro de 1995 (28 anos)   | Halifax, Nova Escócia      | - Emma Spence - Sydney Turner - Rose-Kaying Woo |
| CAN Canadá         | Cassie Lee                  | 15 de outubro de 2005 (18 anos)   | Toronto, Ontario           | - Emma Spence - Sydney Turner - Rose-Kaying Woo |
| CAN Canadá         | Shallon Olsen               | 10 de julho de 2000 (24 anos)     | Surrey, Colúmbia Britânica | - Emma Spence - Sydney Turner - Rose-Kaying Woo |
| CAN Canadá         | Ava Stewart                 | 30 de setembro de 2005 (18 anos)  | Bowmanville, Ontário       | - Emma Spence - Sydney Turner - Rose-Kaying Woo |
| CAN Canadá         | Aurélie Tran                | 25 de maio de 2006 (18 anos)      | Repentigny, Quebec         | - Emma Spence - Sydney Turner - Rose-Kaying Woo |
| CHN China          | Luo Huan                    | 6 de março de 2000 (24 anos)      | Xiantao                    | - Du Siyu - Huang Zhuofan - Zhang Qingying      |
| CHN China          | Ou Yushan                   | 13 de janeiro de 2004 (20 anos)   | Guangdong                  | - Du Siyu - Huang Zhuofan - Zhang Qingying      |
| CHN China          | Qiu Qiyuan                  | 24 de maio de 2007 (17 anos)      | Fujian                     | - Du Siyu - Huang Zhuofan - Zhang Qingying      |
| CHN China          | Zhang Yihan                 | 24 de janeiro de 2008 (16 anos)   | Henan                      | - Du Siyu - Huang Zhuofan - Zhang Qingying      |
| CHN China          | Zhou Yaqin                  | 12 de novembro de 2005 (18 anos)  | Hunan                      | - Du Siyu - Huang Zhuofan - Zhang Qingying      |
| KOR Coreia do Sul  | Eom Do-hyun                 | 26 de fevereiro de 2003 (21 anos) | Seul                       |                                                 |
| KOR Coreia do Sul  | Lee Da-yeong                | 28 de dezembro de 2004 (19 anos)  | Seul                       |                                                 |
| KOR Coreia do Sul  | Lee Yun-seo                 | 3 de maio de 2003 (21 anos)       | Seul                       |                                                 |
| KOR Coreia do Sul  | Shin Sol-yi                 | 14 de julho de 2004 (20 anos)     | Chungju                    |                                                 |
| KOR Coreia do Sul  | Yeo Seo-jeong               | 20 de fevereiro de 2002 (22 anos) | Yongin                     |                                                 |
| USA Estados Unidos | Simone Biles                | 14 de março de 1997 (27 anos)     | Spring, Texas              | - Joscelyn Roberson - Leanne Wong               |
| USA Estados Unidos | Jade Carey                  | 27 de maio de 2000 (24 anos)      | Phoenix, Arizona           | - Joscelyn Roberson - Leanne Wong               |
| USA Estados Unidos | Jordan Chiles               | 15 de abril de 2001 (23 anos)     | Vancouver, Washington      | - Joscelyn Roberson - Leanne Wong               |
| USA Estados Unidos | Sunisa Lee                  | 9 de março de 2003 (21 anos)      | Saint Paul, Minnesota      | - Joscelyn Roberson - Leanne Wong               |
| USA Estados Unidos | Hezly Rivera                | 4 de junho de 2008 (16 anos)      | Oradell, Nova Jérsei       | - Joscelyn Roberson - Leanne Wong               |
| FRA França         | Marine Boyer                | 22 de maio de 2000 (24 anos)      | Saint-Benoît, Réunion      |                                                 |
| FRA França         | Coline Devillard            | 9 de outubro de 2000 (23 anos)    | Digoin                     |                                                 |
| FRA França         | Mélanie de Jesus dos Santos | 5 de março de 2000 (24 anos)      | Schœlcher, Martinique      |                                                 |
| FRA França         | Morgane Osyssek             | 15 de dezembro de 2002 (21 anos)  | Haguenau                   |                                                 |
| FRA França         | Ming van Eijken             | 3 de abril de 2008 (16 anos)      | Lyon                       |                                                 |
| GBR Grã-Bretanha   | Becky Downie                | 24 de janeiro de 1992 (32 anos)   | Nottingham                 | - Ruby Stacey - Charlotte Booth                 |
| GBR Grã-Bretanha   | Ruby Evans                  | 17 de março de 2007 (17 anos)     | Cardiff                    | - Ruby Stacey - Charlotte Booth                 |
| GBR Grã-Bretanha   | Georgia-Mae Fenton          | 2 de novembro de 2000 (23 anos)   | Kent                       | - Ruby Stacey - Charlotte Booth                 |
| GBR Grã-Bretanha   | Alice Kinsella              | 13 de março de 2001 (23 anos)     | Sutton Coldfield           | - Ruby Stacey - Charlotte Booth                 |
| GBR Grã-Bretanha   | Abigail Martin              | 19 de abril de 2008 (16 anos)     | Devon                      | - Ruby Stacey - Charlotte Booth                 |
| ITA Itália         | Angela Andreoli             | 6 de junho de 2006 (18 anos)      | Brescia                    | - Martina Maggio                                |
| ITA Itália         | Alice D'Amato               | 7 de fevereiro de 2003 (21 anos)  | Genoa                      | - Martina Maggio                                |
| ITA Itália         | Manila Esposito             | 2 de novembro de 2006 (17 anos)   | Boscotrecase               | - Martina Maggio                                |
| ITA Itália         | Elisa Iorio                 | 21 de março de 2003 (21 anos)     | Modena                     | - Martina Maggio                                |
| ITA Itália         | Giorgia Villa               | 23 de fevereiro de 2003 (21 anos) | Ponte San Pietro           | - Martina Maggio                                |
| JPN Japão          | Rina Kishi                  | 23 de setembro de 2007 (16 anos)  | Toda                       | - Aiko Sugihara - Chiaki Hatakeda               |
| JPN Japão          | Haruka Nakamura             | 18 de maio de 2008 (16 anos)      | Osaka                      | - Aiko Sugihara - Chiaki Hatakeda               |
| JPN Japão          | Mana Okamura                | 28 de maio de 2005 (19 anos)      | Mie                        | - Aiko Sugihara - Chiaki Hatakeda               |
| JPN Japão          | Kohane Ushioku              | 17 de agosto de 2004 (19 anos)    | Tóquio                     | - Aiko Sugihara - Chiaki Hatakeda               |
| JPN Japão          | Sem quinta atleta           |                                   |                            | - Aiko Sugihara - Chiaki Hatakeda               |
| NED Países Baixos  | Vera van Pol                | 17 de dezembro de 1993 (30 anos)  | Amsterdam                  | - Floor Slooff - Tisha Volleman                 |
| NED Países Baixos  | Sanna Veerman               | 29 de janeiro de 2002 (22 anos)   | Edam-Volendam              | - Floor Slooff - Tisha Volleman                 |
| NED Países Baixos  | Naomi Visser                | 21 de agosto de 2001 (22 anos)    | Papendrecht                | - Floor Slooff - Tisha Volleman                 |
| NED Países Baixos  | Lieke Wevers                | 17 de setembro de 1991 (32 anos)  | Heerenveen                 | - Floor Slooff - Tisha Volleman                 |
| NED Países Baixos  | Sanne Wevers                | 17 de setembro de 1991 (32 anos)  | Heerenveen                 | - Floor Slooff - Tisha Volleman                 |
| ROU Romênia        | Ana Bărbosu                 | 26 de julho de 2006 (18 anos)     | Focșani                    |                                                 |
| ROU Romênia        | Lilia Cosman                | 6 de agosto de 2007 (16 anos)     | Lansing, EUA               |                                                 |
| ROU Romênia        | Amalia Ghigoarță            | 28 de janeiro de 2007 (17 anos)   | Lugoj                      |                                                 |
| ROU Romênia        | Andreea Preda               | 23 de maio de 2006 (18 anos)      | Constanța                  |                                                 |
| ROU Romênia        | Sabrina Voinea              | 4 de junho de 2007 (17 anos)      | Constanța                  |                                                 |

### Individual
| CON                 | Nome                 | Data de nascimento               | Cidade natal                  |
| ------------------- | -------------------- | -------------------------------- | ----------------------------- |
| RSA África do Sul   | Caitlin Rooskrantz   | 5 de novembro de 2001 (22 anos)  | Johanesburgo                  |
| ALG Argélia         | Kaylia Nemour        | 30 de dezembro de 2006 (17 anos) | Saint-Benoît-la-Forêt, França |
| AUT Áustria         | Charlize Mörz        | 10 de outubro de 2005 (18 anos)  | Eisenstadt                    |
| GER Alemanha        | Helen Kevric         | 21 de março de 2008 (16 anos)    | Ostfildern                    |
| GER Alemanha        | Pauline Schäfer-Betz | 4 de janeiro de 1997 (27 anos)   | Chemnitz                      |
| GER Alemanha        | Sarah Voss           | 21 de outubro de 1999 (24 anos)  | Dormagen                      |
| BEL Bélgica         | Maellyse Brassart    | 22 de junho de 2001 (23 anos)    | Uccle                         |
| BEL Bélgica         | Nina Derwael         | 26 de março de 2000 (24 anos)    | Ghent                         |
| BUL Bulgária        | Valentina Georgieva  | 28 de julho de 2006 (17 anos)    | Sófia                         |
| COL Colômbia        | Luisa Blanco         | 18 de novembro de 2001 (22 anos) | Dallas, EUA                   |
| PRK Coreia do Norte | An Chang-ok          | 23 de abril de 2003 (21 anos)    | Pyongyang                     |
| EGY Egito           | Jana Mahmoud         | 17 de agosto de 2004 (19 anos)   | Guizé                         |
| SLO Eslovênia       | Lucija Hribar        | 15 de outubro de 2001 (22 anos)  | Ljubljana                     |
| ESP Espanha         | Laura Casabuena      | 26 de dezembro de 2005 (18 anos) | Alcoy                         |
| ESP Espanha         | Ana Pérez            | 14 de dezembro de 1997 (26 anos) | Sevilha                       |
| ESP Espanha         | Alba Petisco         | 1 de janeiro de 2003 (21 anos)   | Villarino de los Aires        |
| PHI Filipinas       | Aleah Finnegan       | 4 de janeiro de 2003 (21 anos)   | Lee's Summit, EUA             |
| PHI Filipinas       | Emma Malabuyo        | 5 de novembro de 2002 (21 anos)  | Milpitas, U.S.                |
| PHI Filipinas       | Levi Ruivivar        | 3 de maio de 2006 (18 anos)      | Los Angeles, EUA              |
| HAI Haiti           | Lynnzee Brown        | 4 de setembro de 1998 (25 anos)  | Kansas City, EUA              |
| HUN Hungria         | Csenge Bácskay       | 3 de abril de 2003 (21 anos)     | Budapeste                     |
| HUN Hungria         | Bettina Lili Czifra  | 20 de abril de 2007 (17 anos)    | Dunaújváros                   |
| HUN Hungria         | Zsófia Kovács        | 6 de abril de 2000 (24 anos)     | Dunaújváros                   |
| INA Indonésia       | Rifda Irfanaluthfi   | 16 de outubro de 1999 (24 anos)  | Jakarta                       |
| ISR Israel          | Lihie Raz            | 14 de setembro de 2003 (20 anos) | Ramat HaSharon                |
| MEX México          | Natalia Escalera     | 3 de julho de 2002 (22 anos)     | Ensenada                      |
| MEX México          | Alexa Moreno         | 8 de agosto de 1994 (29 anos)    | Mexicali                      |
| MEX México          | Ahtziri Sandoval     | 5 de outubro de 1996 (27 anos)   | Guadalajara                   |
| NZL Nova Zelândia   | Georgia-Rose Brown   | 22 de janeiro de 1995 (29 anos)  | Auchenflower, Austrália       |
| PAN Panamá          | Hillary Heron        | 29 de janeiro de 2004 (20 anos)  | Cidade do Panamá              |
| POR Portugal        | Filipa Martins       | 9 de janeiro de 1996 (28 anos)   | Porto                         |
| CZE Chéquia         | Soňa Artamonova      | 9 de outubro de 2007 (16 anos)   | Murmansk, Rússia              |
| SUI Suíça           | Lena Bickel          | 22 de dezembro de 2004 (19 anos) | Ticino                        |
| TPE Taipé Chinês    | Ting Hua-tien        | 11 de outubro de 2002 (21 anos)  | Taipei                        |
| UKR Ucrânia         | Anna Lashchevska     | 20 de novembro de 2007 (16 anos) | Ivano-Frankivsk               |

## Ginastas rítmicas
|                        | Nome                | País          | Data de nascimento               |
| ---------------------- | ------------------- | ------------- | -------------------------------- |
| Competidora mais nova  | Vera Tugolukova     | CYP Chipre    | 16 de setembro de 2008 (15 anos) |
| Competidora mais velha | Ekaterina Vedeneeva | SLO Eslovênia | 23 de junho de 1994 (30 anos)    |

### Individual
| CON                | Nome                        | Data de nascimento               | Cidade natal          |
| ------------------ | --------------------------- | -------------------------------- | --------------------- |
| GER Alemanha       | Margarita Kolosov           | 11 de março de 2004 (20 anos)    | Potsdam               |
| GER Alemanha       | Darja Varfolomeev           | 4 de novembro de 2006 (17 anos)  | Barnaul, Rússia       |
| AUS Austrália      | Alexandra Kiroi-Bogatyreva  | 4 de março de 2002 (22 anos)     | Melbourne             |
| AZE Azerbaijão     | Zohra Aghamirova            | 8 de agosto de 2001 (23 anos)    | Baku                  |
| BRA Brasil         | Bárbara Domingos            | 2 de março de 2000 (24 anos)     | Curitiba              |
| BUL Bulgária       | Boryana Kaleyn              | 23 de agosto de 2000 (23 anos)   | Sófia                 |
| BUL Bulgária       | Stiliana Nikolova           | 22 de agosto de 2005 (18 anos)   | Cairo, Egito          |
| KAZ Cazaquistão    | Elzhana Taniyeva            | 6 de setembro de 2005 (18 anos)  | Almaty                |
| CHN China          | Wang Zilu                   | 18 de junho de 2003 (21 anos)    | Guangdong             |
| CYP Chipre         | Vera Tugolukova             | 16 de setembro de 2008 (15 anos) | Moscou, Rússia        |
| EGY Egito          | Aliaa Saleh                 | 4 de agosto de 2004 (20 anos)    | Gizé                  |
| SLO Eslovênia      | Ekaterina Vedeneeva         | 23 de junho de 1994 (30 anos)    | Irkutsk, Rússia       |
| ESP Espanha        | Polina Berezina             | 5 de dezembro de 1997 (26 anos)  | Alicante              |
| ESP Espanha        | Alba Bautista               | 13 de julho de 2002 (22 anos)    | Teruel                |
| USA Estados Unidos | Evita Griskenas             | 3 de dezembro de 2000 (23 anos)  | Orland Park, Illinois |
| FRA França         | Hélène Karbanov             | 29 de dezembro de 2004 (19 anos) | Calais                |
| HUN Hungria        | Fanni Pigniczki             | 23 de janeiro de 2000 (24 anos)  | Budapeste             |
| ISR Israel         | Daria Atamanov              | 6 de dezembro de 2005 (18 anos)  | Tel Aviv              |
| ITA Itália         | Sofia Raffaeli              | 19 de janeiro de 2004 (20 anos)  | Chiaravalle           |
| ITA Itália         | Milena Baldassarri          | 16 de outubro de 2001 (22 anos)  | Ravenna               |
| LAO Laos           | Praewa Misato Philaphandeth | 6 de dezembro de 2004 (19 anos)  | Bangkok, Tailândia    |
| ROU Romênia        | Annaliese Dragan            | 15 de setembro de 2005 (18 anos) | Irvine, EUA           |
| UKR Ucrânia        | Taisiia Onofriichuk         | 26 de maio de 2008 (16 anos)     | Kiev                  |
| UZB Uzbequistão    | Takhmina Ikromova           | 6 de agosto de 2004 (20 anos)    | Samarkand             |

### Grupos
| CON             | Nome                   | Data de nascimento                | Cidade natal             | Reservas                                                                   |
| --------------- | ---------------------- | --------------------------------- | ------------------------ | -------------------------------------------------------------------------- |
| GER Alemanha    | Anja Kosan             | 12 de dezembro de 2002 (21 anos)  | Berlin                   | - Melanie Dargel                                                           |
| GER Alemanha    | Daniella Kromm         | 17 de fevereiro de 2004 (20 anos) | Waiblingen               | - Melanie Dargel                                                           |
| GER Alemanha    | Alina Oganesyan        | 13 de junho de 2004 (20 anos)     | Tashkent, Uzbequistão    | - Melanie Dargel                                                           |
| GER Alemanha    | Hannah Vester          | 2 de maio de 2006 (18 anos)       | Zornheim                 | - Melanie Dargel                                                           |
| GER Alemanha    | Emilia Wickert         | 25 de janeiro de 2007 (17 anos)   | Ulm                      | - Melanie Dargel                                                           |
| AUS Austrália   | Saskia Broedelet       | 20 de fevereiro de 2004 (20 anos) | Waverley                 |                                                                            |
| AUS Austrália   | Emmanouela Frroku      | 2 de agosto de 2007 (17 anos)     | Brisbane                 |                                                                            |
| AUS Austrália   | Lidiia Iakovleva       | 28 de agosto de 2003 (20 anos)    | Brisbane                 |                                                                            |
| AUS Austrália   | Phoebe Learmont        | 23 de junho de 2005 (19 anos)     | Jamboree Heights         |                                                                            |
| AUS Austrália   | Jessica Weintraub      |                                   | Melbourne                |                                                                            |
| AZE Azerbaijão  | Zeynab Hummatova       | 6 de dezembro de 1999 (24 anos)   | Shaki                    |                                                                            |
| AZE Azerbaijão  | Yelyzaveta Luzan       | 14 de março de 2003 (21 anos)     | Baku                     |                                                                            |
| AZE Azerbaijão  | Darya Sorokina         | 29 de novembro de 2002 (21 anos)  | Baku                     |                                                                            |
| AZE Azerbaijão  | Gullu Aghalarzade      | 25 de outubro de 2003 (20 anos)   | Baku                     |                                                                            |
| AZE Azerbaijão  | Laman Alimuradova      | 29 de novembro de 2004 (19 anos)  | Baku                     |                                                                            |
| BRA Brasil      | Déborah Medrado        | 13 de julho de 2002 (22 anos)     | Serra                    | - Mariana Pinto - Giovanna Oliveira - Gabriella Coradine - Bárbara Urquiza |
| BRA Brasil      | Sofia Pereira          | 15 de setembro de 2003 (20 anos)  | Vitória                  | - Mariana Pinto - Giovanna Oliveira - Gabriella Coradine - Bárbara Urquiza |
| BRA Brasil      | Nicole Pircio          | 22 de julho de 2002 (22 anos)     | Piracicaba               | - Mariana Pinto - Giovanna Oliveira - Gabriella Coradine - Bárbara Urquiza |
| BRA Brasil      | Victória Borges        | 13 de julho de 2002 (22 anos)     | Aracaju                  | - Mariana Pinto - Giovanna Oliveira - Gabriella Coradine - Bárbara Urquiza |
| BRA Brasil      | Maria Eduarda Arakaki  | 12 de agosto de 2003 (20 anos)    | Maceió                   | - Mariana Pinto - Giovanna Oliveira - Gabriella Coradine - Bárbara Urquiza |
| BUL Bulgária    | Magdalina Minevska     | 2 de dezembro de 2005 (18 anos)   | Sófia                    |                                                                            |
| BUL Bulgária    | Sofia Ivanova          | 15 de setembro de 2005 (18 anos)  | Sófia                    |                                                                            |
| BUL Bulgária    | Kamelia Petrova        | 1 de maio de 2006 (18 anos)       | Sófia                    |                                                                            |
| BUL Bulgária    | Rachel Stoyanov        | 14 de março de 2003 (21 anos)     | Los Angeles, EUA         |                                                                            |
| BUL Bulgária    | Margarita Vasileva     | 30 de maio de 2005 (19 anos)      | Sófia                    |                                                                            |
| CHN China       | Huang Zhangjiayang     | 15 de fevereiro de 2000 (24 anos) | Sichuan                  |                                                                            |
| CHN China       | Ding Xinyi             | 27 de agosto de 2004 (19 anos)    | Chongqing                |                                                                            |
| CHN China       | Wang Lanjing           | 10 de maio de 2005 (19 anos)      | Hangzhou                 |                                                                            |
| CHN China       | Guo Qiqi               | 7 de agosto de 1998 (26 anos)     | Chongqing                |                                                                            |
| CHN China       | Hao Ting               | 23 de março de 2001 (23 anos)     | Jiangsu                  |                                                                            |
| EGY Egito       | Abeer Ramadan          | 31 de julho de 2007 (17 anos)     | Cairo                    | - Jomana Abouelmagd                                                        |
| EGY Egito       | Farida Hussein         | 7 de fevereiro de 2006 (18 anos)  | Cairo                    | - Jomana Abouelmagd                                                        |
| EGY Egito       | Johara Eldeeb          | 24 de maio de 2007 (17 anos)      | Cairo                    | - Jomana Abouelmagd                                                        |
| EGY Egito       | Amina Sobeih           | 18 de agosto de 2006 (17 anos)    | Cairo                    | - Jomana Abouelmagd                                                        |
| EGY Egito       | Lamar Behairi          | 1 de agosto de 2007 (17 anos)     | Cairo                    | - Jomana Abouelmagd                                                        |
| ESP Espanha     | Inés Bergua            | 29 de maio de 2004 (20 anos)      | Huesca                   |                                                                            |
| ESP Espanha     | Mireia Martínez        | 21 de abril de 2005 (19 anos)     | La Pobla de Vallbona     |                                                                            |
| ESP Espanha     | Patricia Pérez         | 8 de agosto de 2004 (20 anos)     | Valência                 |                                                                            |
| ESP Espanha     | Salma Solaun           | 2 de março de 2005 (19 anos)      | Vitoria-Gasteiz          |                                                                            |
| ESP Espanha     | Ana Arnau              | 20 de setembro de 2005 (18 anos)  | Madrid                   |                                                                            |
| FRA França      | Manelle Inaho          | 26 de setembro de 2003 (20 anos)  | Villeneuve-Saint-Georges |                                                                            |
| FRA França      | Lozea Vilarino         | 3 de fevereiro de 2003 (21 anos)  | Rillieux-la-Pape         |                                                                            |
| FRA França      | Justine Lavit          | 19 de julho de 2006 (18 anos)     | Tarbes                   |                                                                            |
| FRA França      | Ainhoa Dot-Espinosa    | 15 de maio de 2005 (19 anos)      | Orléans                  |                                                                            |
| FRA França      | Celia Joseph-Noel      | 5 de novembro de 2003 (20 anos)   | Issy-les-Moulineaux      |                                                                            |
| ISR Israel      | Shani Bakanov          | 27 de fevereiro de 2006 (18 anos) | Haifa                    |                                                                            |
| ISR Israel      | Diana Svertsov         | 15 de novembro de 2004 (19 anos)  | Bat Yam                  |                                                                            |
| ISR Israel      | Romi Paritzki          | 17 de junho de 2004 (20 anos)     | Netanya                  |                                                                            |
| ISR Israel      | Ofir Shaham            | 23 de novembro de 2004 (19 anos)  | Zikhron Ya'akov          |                                                                            |
| ISR Israel      | Adar Friedmann         | 18 de julho de 2006 (18 anos)     | Petah Tikva              |                                                                            |
| ITA Itália      | Laura Paris            | 7 de setembro de 2002 (21 anos)   | Rho                      |                                                                            |
| ITA Itália      | Martina Centofanti     | 19 de maio de 1998 (26 anos)      | Roma                     |                                                                            |
| ITA Itália      | Agnese Duranti         | 18 de dezembro de 2000 (23 anos)  | Spoleto                  |                                                                            |
| ITA Itália      | Alessia Maurelli       | 22 de agosto de 1996 (27 anos)    | Rivoli                   |                                                                            |
| ITA Itália      | Daniela Mogurean       | 16 de julho de 2001 (23 anos)     | Mestre                   |                                                                            |
| MEX México      | Dalia Alcocer          | 2 de janeiro de 2004 (20 anos)    | Mérida                   |                                                                            |
| MEX México      | Julia Gutiérrez        | 13 de setembro de 2007 (16 anos)  | Mérida                   |                                                                            |
| MEX México      | Sofia Flores           | 20 de dezembro de 2004 (19 anos)  | Coahuila                 |                                                                            |
| MEX México      | Kimberly Salazar       | 24 de abril de 2004 (20 anos)     | Xalapa                   |                                                                            |
| MEX México      | Adirem Tejeda          | 21 de junho de 2002 (22 anos)     | Yucatán                  |                                                                            |
| UKR Ucrânia     | Alina Melnyk           | 17 de maio de 2005 (19 anos)      | Lviv                     |                                                                            |
| UKR Ucrânia     | Diana Baieva           | 9 de agosto de 2004 (20 anos)     | Makiivka                 |                                                                            |
| UKR Ucrânia     | Kira Shyrykina         | 4 de junho de 2008 (16 anos)      | Dnipro                   |                                                                            |
| UKR Ucrânia     | Valeriia Peremeta      | 25 de setembro de 2007 (16 anos)  | Mykolaiv                 |                                                                            |
| UKR Ucrânia     | Mariia Vysochanska     | 10 de setembro de 2002 (21 anos)  | Lviv                     |                                                                            |
| UZB Uzbequistão | Evelina Atalyants      | 1 de julho de 2007 (17 anos)      | Tashkent                 |                                                                            |
| UZB Uzbequistão | Shakhzoda Ibragimova   | 24 de novembro de 2002 (21 anos)  | Nukus                    |                                                                            |
| UZB Uzbequistão | Mumtozabonu Iskhokzoda | 31 de dezembro de 2005 (18 anos)  | Tashkent                 |                                                                            |
| UZB Uzbequistão | Amaliya Mamedova       | 29 de agosto de 2008 (15 anos)    | Samarkand                |                                                                            |
| UZB Uzbequistão | Irodakhon Sadikova     | 5 de setembro de 2007 (16 anos)   | Tashkent                 |                                                                            |

## Trampolinistas masculinos
|                       | Nome            | País          | Data de nascimento             |
| --------------------- | --------------- | ------------- | ------------------------------ |
| Competidor mais novo  | Brock Batty     | AUS Austrália | 4 de janeiro de 2007 (17 anos) |
| Competidor mais velho | Ángel Hernández | COL Colômbia  | 6 de janeiro de 1995 (29 anos) |

| CON                             | Nome                | Data de nascimento               | Cidade natal           |
| ------------------------------- | ------------------- | -------------------------------- | ---------------------- |
| GER Alemanha                    | Fabian Vogel        | 12 de março de 1995 (29 anos)    | Düsseldorf             |
| AIN Atletas Individuais Neutros | Ivan Litvinovich    | 26 de junho de 2001 (23 anos)    | Vilyeyka, Bielorrússia |
| AUS Austrália                   | Brock Batty         | 4 de janeiro de 2007 (17 anos)   | Frankston              |
| AUT Áustria                     | Benny Wizani        | 26 de junho de 2001 (23 anos)    | Tulln an der Donau     |
| BRA Brasil                      | Rayan Dutra         | 29 de março de 2002 (22 anos)    | Belo Horizonte         |
| KAZ Cazaquistão                 | Danil Mussabayev    | 13 de setembro de 1998 (25 anos) | Karaganda              |
| CHN China                       | Wang Zisai          | 18 de junho de 2006 (18 anos)    | Jiangsu                |
| CHN China                       | Yan Langyu          | 31 de agosto de 1999 (24 anos)   | Hunan                  |
| COL Colômbia                    | Ángel Hernández     | 6 de janeiro de 1995 (29 anos)   | Albacete, Espanha      |
| ESP Espanha                     | David Vega          | 4 de agosto de 1998 (25 anos)    | Barcelona              |
| USA Estados Unidos              | Aliaksei Shostak    | 8 de fevereiro de 1995 (29 anos) | Lafayette, Louisiana   |
| FRA França                      | Pierre Gouzou       | 17 de dezembro de 1998 (25 anos) | Meaux                  |
| GBR Grã-Bretanha                | Zak Perzamanos      | 17 de junho de 2003 (21 anos)    | Liverpool              |
| JPN Japão                       | Ryusei Nishioka     | 1 de novembro de 2003 (20 anos)  | Osaka                  |
| NZL Nova Zelândia               | Dylan Schmidt       | 7 de janeiro de 1997 (27 anos)   | Te Anau                |
| POR Portugal                    | Gabriel Albuquerque | 9 de abril de 2006 (18 anos)     | Lisboa                 |

## Trampolinistas femininas
|                        | Nome              | País                            | Data de nascimento            |
| ---------------------- | ----------------- | ------------------------------- | ----------------------------- |
| Competidora mais nova  | Anzhela Bladtceva | AIN Atletas Individuais Neutros | 23 de julho de 2005 (19 anos) |
| Competidora mais velha | Luba Golovina     | GEO Geórgia                     | 20 de abril de 1990 (34 anos) |

| CON                             | Nome                    | Data de nascimento               | Cidade natal            |
| ------------------------------- | ----------------------- | -------------------------------- | ----------------------- |
| AIN Atletas Individuais Neutros | Anzhela Bladtceva       | 23 de julho de 2005 (19 anos)    | São Petersburgo, Rússia |
| AIN Atletas Individuais Neutros | Viyaleta Bardzilouskaya | 7 de junho de 2005 (19 anos)     | Mogilev, Bielorrússia   |
| AZE Azerbaijão                  | Seljan Mahsudova        | 28 de agosto de 2003 (20 anos)   | Baku                    |
| BRA Brasil                      | Camilla Gomes           | 27 de maio de 1994 (30 anos)     | Rio de Janeiro          |
| CAN Canadá                      | Sophiane Méthot         | 3 de agosto de 1998 (25 anos)    | La Prairie, Quebec      |
| CHN China                       | Hu Yicheng              | 13 de novembro de 1998 (25 anos) | Shanxi                  |
| CHN China                       | Zhu Xueying             | 2 de março de 1998 (26 anos)     | Pequim                  |
| EGY Egito                       | Malak Hamza             | 5 de novembro de 2001 (22 anos)  | Gizé                    |
| ESP Espanha                     | Noemi Romero Rosario    | 4 de outubro de 2000 (23 anos)   | Madrid                  |
| USA Estados Unidos              | Jessica Stevens         | 5 de julho de 2000 (24 anos)     | Ellicott City, Maryland |
| FRA França                      | Léa Labrousse           | 6 de abril de 1997 (27 anos)     | Beaumont                |
| GEO Geórgia                     | Luba Golovina           | 20 de abril de 1990 (34 anos)    | Tbilisi                 |
| GBR Grã-Bretanha                | Bryony Page             | 10 de dezembro de 1990 (33 anos) | Wrenbury-cum-Frith      |
| GBR Grã-Bretanha                | Isabelle Songhurst      | 16 de janeiro de 1999 (25 anos)  | Poole                   |
| JPN Japão                       | Hikaru Mori             | 7 de julho de 1999 (25 anos)     | Tóquio                  |
| NZL Nova Zelândia               | Maddie Davidson         | 8 de janeiro de 1999 (25 anos)   | Christchurch            |